# Bothriothorax aralius
Bothriothorax aralius är en stekelart som först beskrevs av Walker 1837.  Bothriothorax aralius ingår i släktet Bothriothorax och familjen sköldlussteklar. Arten är reproducerande i Sverige. Inga underarter finns listade.